# Jean-Rémy Moët
Pour les articles homonymes, voir Moët.
Jean-Rémy Moët (1758-1841) est un homme politique et commerçant français.

## Biographie
Il est le petit-fils de Claude Moët, fondateur de la maison Moët et Chandon, qu'il est amené à diriger en qualité d'héritier.
Il prend les fonctions de maire d'Épernay du 22 août 1802 à sa destitution par le roi en 1815. Il est de nouveau maire du 1er janvier 1826 à décembre 1831.
Entre-temps, il est maire de Chouilly.

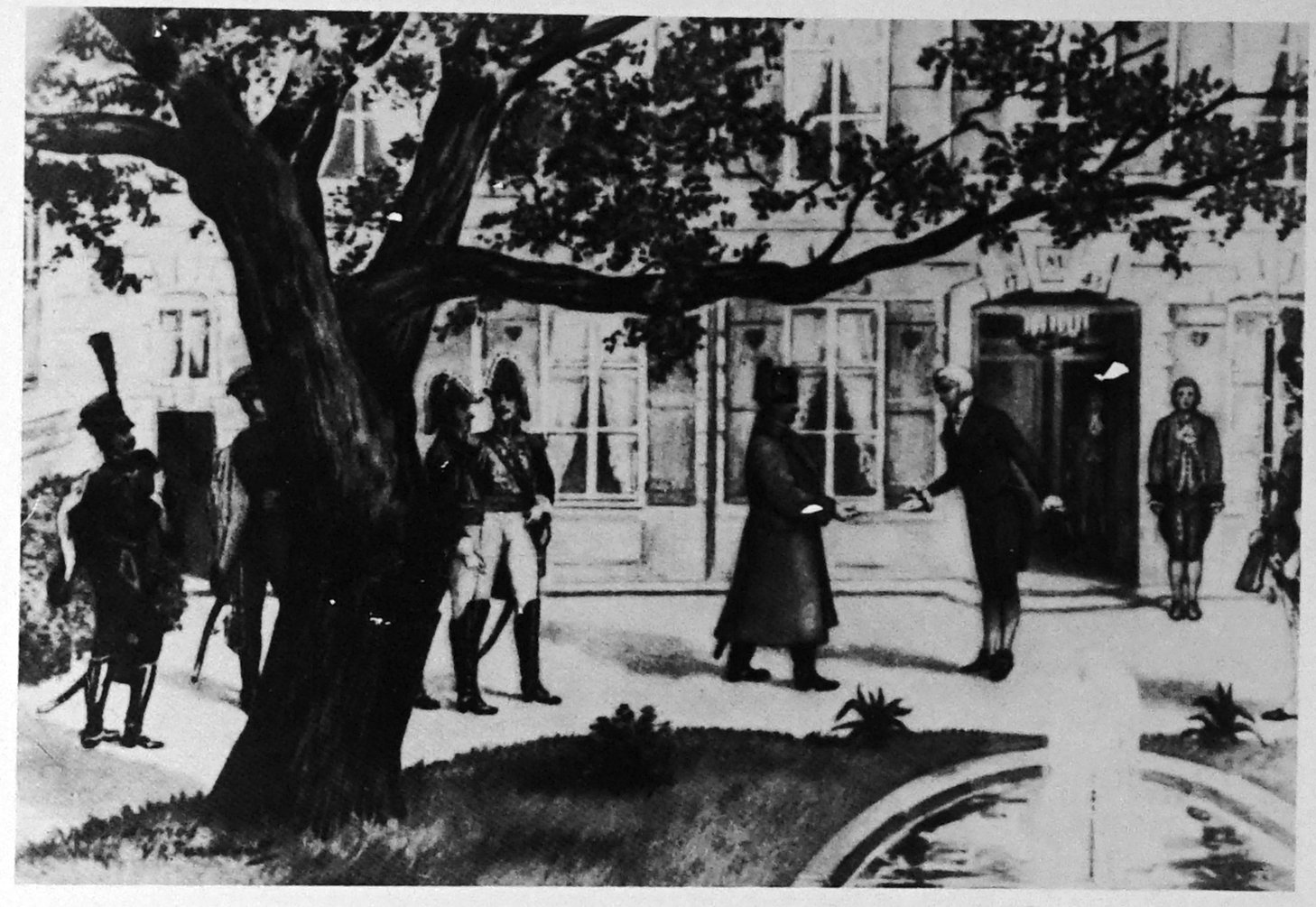
Le 17 mars 1814, Jean-Rémy Moët et Napoléon à Épernay.

Il meurt à Romont, au château à la fin de l'été de 1841.